# Міжнародна асоціація таксономії рослин
Міжнародна асоціація таксономії рослин (IAPT) — організація, створена для сприяння розуміння біорізноманіття рослин, полегшення міжнародної комунікації досліджень між ботаніками, а також для стеження за одноманітністю та стабільністю назв рослин.
IAPT було засновано 18 липня 1950 року на Сьомому Міжнародному ботанічному конгресі у Стокгольмі, Швеція.
Штаб-квартира IAPT знаходиться у Братиславі, Словаччина.
IAPT видає таксономічний журнал Taxon та серійне видання Regnum Vegetabile. Regnum Vegetabile включає Міжнародний кодекс номенклатури водоростей, грибів та рослин, Index Nominum Genericorum та Index Herbariorum.

## Мета
Основною метою IAPT є популяризація та розуміння біорізноманіття — відкриття, найменування, класифікація та систематизація рослин — як для існуючих, так і для викопних рослин.
Крім того, асоціація сприяє вивченню та збереженню біорізноманіття рослин, а також працює над підвищенням обізнаності широкої громадськості щодо цього питання.
Організація також сприяє міжнародній співпраці між ботаніками, які працюють у галузях систематики рослин, таксономії та ботанічної номенклатури.
| Ліві лапки | IAPT було засновано у 1950 році як некомерційну організацію з метою видавництва періодичного видання (Taxon), що стосується діяльності асоціації та об'єктів загального значення для систематики рослин, публікації книг та покажчиків, корисних для систематиків рослин (Regnum Vegetabile), створення та підтримання комітетів для конкретних таксономічних та номенклатурних цілей, а також організація міжнародних симпозіумів з проблем систематики рослин. | Праві лапки |

IAPT також прагне досягти однорідності та стабільності назви рослин. Це досягається за допомогою «Міжнародному кодексу номенклатури водоростей, грибів та рослин», а також завдяки нагляду Міжнародного бюро таксономії рослин і номенклатури.

## Публікації та онлайн-ресурси
Офіційним журналом асоціації є Taxon, єдиний засіб для публікації пропозицій щодо збереження або відхилення назв та пропозиції щодо внесення змін до Міжнародного кодексу номенклатури водоростей, грибів та рослин.

### Бази даних
Окрім електронних версій своїх друкованих видань, IAPT підтримує «Names in Current Use», базу даних наукових назв існуючих ботанічних родів.

## Нагороди
У 1986 році IAPT заснувавла дві медалі Енглера на честь Адольфа Енглера: золоту медаль Енглера, яка вручається з 1987 року на кожному Міжнародному ботанічному конгресі (IBC) кожні шість років за видатний внесок у систематику рослин, а також срібна медаль Енглера, яка вручалася з 1987 по 2001 рік за монографію чи іншу роботу в систематичній ботаніці.
У 2002 році срібна медаль була розділена на три нагороди за видатні публікації в цих областях: срібна медаль Енглера (медаль у строгому розумінні), яка присуджується за монографічну чи флористичну систематику рослин; медаль Штафлє за історичні, бібліографічні та/або номенклатурні аспекти систематики рослин; і медаль Стеббінса, присуджена за філогенетичну систематику рослин та/або еволюцію рослин.
Медалі засновані на честь Адольфа Енглера (1844–1930), Франса Штафлє (1921–1997) та Джорджа Ледьярда Стеббінса (1906–2000).